# Абдулах од Кордобе
Абдулах (арап. عبد الله; Кордоба, 11. јануар 844 — Кордоба, 15. октобар 912) био је емир Кордобе (888—912).

## Биографија
Абдулах је био син кордопског емира Мухамеда. На престо је дошао 888. године, после смрти полубрата Ел Мундира. Део историчара наводи да је Ел Мундир умро насилном смрћу, а да је иза тога стојао Абдулах. Овај емир је током своје дуге владавине запостављао државне послове, углавном се посвећујући лову. Ово је имало катастрофалне последице по Емират у коме су политичке и верске несугласице већ озбиљно ослабиле централну власт. Западни и југоистични део Ал Андалуза већ су били фактички отцепљени. Као најопаснији противник показао се Омар ибн Хафсун, који се утврдио на југу у тврђави Бибастро. Током читаве Абдулахове владавине, он је нападао кордопске снаге. Емир није био способан да га зароби или потисне. Године 901. Абдулах је био приморан да с њим склопи мир, али рат је убрзо поново избио. У оваквој ситуацији сепаратистичке тенденције су наставиле да расту, све док под ефективном емировом влашћу није остала само Кордоба са околином.
Границе ионако крхког емирата биле су угрожене са североистока, нарочито од стране грофовије Барселоне. Бану Каси, којима је као номиналним вазалима Емирата била додељена титула валије, спровели су зато напад на Барселону 897. и 898. године. Напад је био успешан и током ових борби погинуо је сам гроф Вилфред Длакави. Још већу опасност по Кордопски емират представљала је експанзија Астурије, која је под Алфонсом III утростручила своју територију ширећи се нарочито долином Дуера. Абдулах је послао војску против ове хришћанске државе, али је она поражена код Заморе 901. године. Године 904. Бану Каси су предузели још један успешан напад против каталонских грофовија. Абдулах је први емир који је показао нелојалност абасидском калифату у Багдаду, користећи оснивање Фатимидског калифата 909. године. Пружио је подршку и другим муслиманским владарима у одбацивању врховне власти Абасида. Вероватно највећи Абдулахов спољнополитички успех био је коначно преотимање Мајорке из руку Византије, које се одиграло између 902. и 912. године.
Абдулах је умро 15. октобра 912. године у Кордоби. Наследио га је унук, Абдурахман III.

## Породица
Абдулах се око 863. године оженио Онеком Фортунес, памплонском принцезом, кћерком Фортуна Гарсеса. У то време на подручју Пиринејског полуострва, мешовити бракови између муслимана и хришћана били су чести. Тако да овакав пример није био усамљен. Иако муслимански закон није захтевао преобраћење хришћанке, добровољна преобраћења нису била ретка. Онекини и Абдулахови синови били су:
- Мухамед (867—895),
- Ел Мутариф (?—895),
- Абан,
- Ел Аси (?—921).

Према породици се Абдулах показао врло суровим. Године 895. по његовом наређењу најстаријег сина Мухамеда убио је Ел Мутариф, да би и он био погубљен касније исте године. Међутим, Абдулах је био наклоњен Мухамедовом сину Абдурахману. Дозволио му је да живи у његовој кули и да повремено седи на престолу у свечаним приликама, а напосредно пред смрт му је предао владарски прстен.